# Gonna Find My Angel
Gonna Find My Angel är en sång skriven av Norell Oson Bard som spelades in av Boppers 1991.

## Texter på svenska
- "Jag måste nå min ängel", skriven av Johnny Thunqvist, inspelad som singel av Wizex och på albumet "Jag kan se en ängel" 1992.
- "Har aldrig vart nån' ängel", skriven av Keith Almgren, inspelad av Shanes 1992 på albumet "60-tals Party Let's Dance 2"